# 科尔贝格 (电影)
《科爾貝格》（德语：Kolberg）是1945年发行的一部纳粹宣传历史片，由维特·哈兰（Veit Harlan）担任编剧和导演。这是第三帝国最后拍摄的电影之一，其旨在增强德国民众抵抗盟军的意志。
哈兰和阿尔弗雷德·布劳恩也参与了剧本创作，这部电影根据波美拉尼亚的科尔伯格市市长约阿希姆·内特尔贝克的自传改编，同时受到了保羅·海澤根据该书改编的戏剧的影响。纳粹德国宣传部长约瑟夫·戈培尔也参与了剧本的创作，但没有署名。他坚持要加上浪漫的色彩，即其中玛丽亚的形象。
影片讲述了1807年4月至7月拿破仑战争期间，被围困的科尔贝格要塞抵御法国军队的科爾貝格保卫战。在历史上时任中校的奥古斯特·冯·格奈森瑙领导普鲁士军队保卫这座城市，一直坚持到蒂尔西特条约结束战争为止。